# Odonturisca
Odonturisca is een geslacht van rechtvleugeligen uit de familie sabelsprinkhanen (Tettigoniidae). De wetenschappelijke naam van dit geslacht is voor het eerst geldig gepubliceerd in 2008 door Gorochov.

## Soorten
Het geslacht Odonturisca omvat de volgende soorten:
- Odonturisca epiproctalis Gorochov, 2008
- Odonturisca grigoriji Gorochov, 2008
- Odonturisca serricauda Karny, 1924